# 阿尔斯巴赫
阿尔斯巴赫是德国莱茵兰-普法尔茨州的一个市镇。总面积4.76平方公里，总人口596人，其中男性304人，女性292人（2011年12月31日），人口密度125人/平方公里。